# سام ميخائيل
سام ميخائيل (بالإنجليزية: Sam Michael)‏ هو مهندس أسترالي، ولد في 29 أبريل 1971 في أستراليا الغربية في أستراليا.